# Associazione Calcio Udinese 1976-1977
Questa pagina raccoglie le informazioni riguardanti l’Associazione Calcio Udinese nelle competizioni ufficiali della stagione 1976-1977.

## Stagione
Nella stagione 1976-77 l'Udinese allenato da Livio Fongaro disputa il girone A del campionato di Serie C, con 51 punti si piazza in seconda posizione di classifica a quattro punti dalla Cremonese che ha vinto il campionato con 55 punti e sale in Serie B. La novità societaria stagionale udinese è l'inizio della presidenza di Teofilo Sanson.
Nella Coppa Italia di Serie C i friulani prima del campionato vincono il 10º girone di qualificazione superando Triestina e Conegliano, poi nei sedicesimi della Coppa eliminano nel doppio turno il Clodia, negli ottavi eliminano il Bolzano, nei quarti sono superati nel doppio confronto dal Lecco, che andrà a vincere la manifestazione.
Inaugurato il 25 maggio 1924, dopo cinquantadue anni di onorato servizio lo Stadio Moretti se ne va in pensione l'8 settembre 1976, al termine della partita Udinese-Triestina (3-0) di Coppa Italia, rimpiazzato da un impianto di nuova concezione lo Stadio Friuli liberamente ispirato all'Olimpico di Monaco di Baviera. Il nuovo Stadio è stato inaugurato nella terza di campionato, il 26 settembre 1976 con la partita Udinese-Seregno (1-0). L'intitolazione ufficiale dello stadio è alle vittime del devastante sisma, che ha colpito gravemente la popolazione del Friuli Venezia Giulia.

## Rosa
| N. |                   | Ruolo | Calciatore        |
| -- | ----------------- | ----- | ----------------- |
|    | Italia (bandiera) | P     | Sigfrido Marcatti |
|    | Italia (bandiera) | P     | Franco Paleari    |
|    | Italia (bandiera) | D     | Marino Apostoli   |
|    | Italia (bandiera) | D     | Vittorio Belotti  |
|    | Italia (bandiera) | D     | Giuseppe Corti    |
|    | Italia (bandiera) | D     | Pasquale Fanesi   |
|    | Italia (bandiera) | D     | Giuliano Groppi   |
|    | Italia (bandiera) | D     | Carlo Osti        |
|    | Italia (bandiera) | C     | Claudio Bencina   |

| N. |                   | Ruolo | Calciatore         |
| -- | ----------------- | ----- | ------------------ |
|    | Italia (bandiera) | C     | Marino Bracchi     |
|    | Italia (bandiera) | C     | Dino D'Alessi      |
|    | Italia (bandiera) | C     | Giovanni Sartori   |
|    | Italia (bandiera) | C     | Antonio Tormen     |
|    | Italia (bandiera) | A     | Pier Angelo Basili |
|    | Italia (bandiera) | A     | Ezio Galasso       |
|    | Italia (bandiera) | A     | Elio Gustinetti    |
|    | Italia (bandiera) | A     | Claudio Lovison    |
|    | Italia (bandiera) | A     | Claudio Pellegrini |

## Risultati

### Serie C

#### Andata
| Arbitro: | Canesi (Cremona) |

|                 |           |                                   |
| D'Urso 20’, 87’ | Marcatori | 13’, 27’ C. Pellegrini 69’ Basili |

| Arbitro: | Foschi (Forlì) |

|  |           |                   |
|  | Marcatori | 57’ C. Pellegrini |

| Arbitro: | Ballerini (La Spezia) |

|                   |           |  |
| C. Pellegrini 58’ | Marcatori |  |

| Arbitro: | Materassi (Firenze) |

|                      |           |                              |
| Trainini 32’ Dri 87’ | Marcatori | 1’ C. Pellegrini 64’ Bracchi |

| Arbitro: | Panzino (Catanzaro) |

|                        |           |  |
| Groppi 73’ Galasso 87’ | Marcatori |  |

| Arbitro: | D'Elia (Salerno) |

|                |           |                                  |
| Bercellino 13’ | Marcatori | 1’, 7’ Sartori 50’ C. Pellegrini |

| Arbitro: | Migliore (Salerno) |

|                    |           |  |
| Belotti 85’ (rig.) | Marcatori |  |

| Arbitro: | Lanzetti (Viterbo) |

|                   |           |  |
| Fanesi 65’ (aut.) | Marcatori |  |

| Udine 7 novembre 1976 9ª giornata | Udinese           | 0 – 0 | Treviso | Stadio Friuli (13000 spett.)\| Arbitro: \| Patrussi (Arezzo) \| |
| Arbitro:                          | Patrussi (Arezzo) |       |         |                                                                 |

| Arbitro: | Sancini (Bologna) |

|                          |           |            |
| C. Pellegrini 54’ (rig.) | Marcatori | 63’ Scaini |

| Arbitro: | Esposito (Torre Annunziata) |

|  |           |                                  |
|  | Marcatori | 13’ Gustinetti 80’ C. Pellegrini |

| Udine 28 novembre 1976 12ª giornata | Udinese          | 0 – 0 | Lecco | Stadio Friuli (14000 spett.)\| Arbitro: \| D'Elia (Salerno) \| |
| Arbitro:                            | D'Elia (Salerno) |       |       |                                                                |

| Arbitro: | Paparesta (Bari) |

|  |           |            |
|  | Marcatori | 90’ Basili |

| Arbitro: | Foschi (Forlì) |

|            |           |              |
| Groppi 83’ | Marcatori | 64’ Mocellin |

| Arbitro: | Colasanti (Roma) |

|  |           |            |
|  | Marcatori | 24’ Basili |

| Arbitro: | Migliore (Salerno) |

|                            |           |  |
| C. Pellegrini 2’ Groppi 5’ | Marcatori |  |

| Arbitro: | Redini (Pisa) |

|                           |           |  |
| Magrini 9’ Cavagnetto 24’ | Marcatori |  |

| Arbitro: | Gazzari (Macerata) |

|            |           |  |
| Basili 35’ | Marcatori |  |

| Crema 23 gennaio 1977 19ª giornata | Pergocrema             | 0 – 0 | Udinese | Stadio Giuseppe Voltini (3000 spett.)\| Arbitro: \| G. Panzino (Catanzaro) \| |
| Arbitro:                           | G. Panzino (Catanzaro) |       |         |                                                                               |

#### Ritorno
| Arbitro: | Lanzafame (Taranto) |

|            |           |             |
| Groppi 46’ | Marcatori | 72’ Fogolin |

| Arbitro: | F. Esposito (Torre Annunziata) |

|                                    |           |                    |
| Belotti 43’ 56’ (rig.) Basilii 63’ | Marcatori | 60’ (aut.) Belotti |

| Arbitro: | Migliore (Salerno) |

|                |           |                |
| Galimberti 64’ | Marcatori | 77’ Gustinetti |

| Arbitro: | Tani (Livorno) |

|                    |           |             |
| Belotti 74’ (rig.) | Marcatori | 69’ Andreis |

| Arbitro: | Longhi (Roma) |

|               |           |             |
| Scorletti 50’ | Marcatori | 76’ Lovison |

| Arbitro: | Patrussi (Arezzo) |

|                                         |           |                           |
| C. Pellegrini 10’ Basili 22’ Fanesi 89’ | Marcatori | 25’ Schillirò 32’ Fossati |

| Arbitro: | Ballerini (La Spezia) |

|  |           |                   |
|  | Marcatori | 38’ C. Pellegrini |

| Arbitro: | Longhi (Roma) |

|            |           |               |
| Basili 15’ | Marcatori | 35’ Prandelli |

| Treviso 27 marzo 1977 28ª giornata | Treviso          | 0 – 0 | Udinese | Stadio Omobono Tenni (10000 spett.)\| Arbitro: \| D'Elia (Salerno) \| |
| Arbitro:                           | D'Elia (Salerno) |       |         |                                                                       |

| Arbitro: | Gazzari (Macerata) |

|            |           |  |
| Frutti 77’ | Marcatori |  |

| Arbitro: | Foschi (Forlì) |

|                                       |           |  |
| C. Pellegrini 1’, 10’ Basili 25’, 45’ | Marcatori |  |

| Arbitro: | Tani (Livorno) |

|            |           |           |
| Marchi 12’ | Marcatori | 7’ Basili |

| Arbitro: | Esposito (Torre Annunziata) |

|                                      |           |  |
| C. Pellegrini 31’ Belotti 43’ (rig.) | Marcatori |  |

| Arbitro: | Lanzafame (Taranto) |

|                                     |           |                        |
| Vendrame 13’ (rig.) 66’ Sanguin 88’ | Marcatori | 45’, 90’ C. Pellegrini |

| Arbitro: | Lanzetti (Viterbo) |

|                   |           |                                       |
| Basili 45’ (rig.) | Marcatori | 46’ Baglini 88’ Lizzari 90’ Mongitore |

| Arbitro: | Colasanti (Roma) |

|                                 |           |            |
| Frigerio 37’ Marullo 68’ (rig.) | Marcatori | 49’ Fanesi |

| Arbitro: | Patrussi (Arezzo) |

|                                  |           |  |
| C. Pellegrini 4’, 45’ Basili 53’ | Marcatori |  |

| Arbitro: | Lanese (Messina) |

|  |           |                |
|  | Marcatori | 1’, 72’ Basili |

| Arbitro: | Sancini (Bologna) |

|            |           |  |
| Groppi 60’ | Marcatori |  |

### Coppa Italia Semiprofessionisti
| Arbitro: | Chiesa (Genova) |

|           |           |                                       |
| Da Re 71’ | Marcatori | 25’ Pellegrini 35’ Basili 37’ Sartori |

| Arbitro: | Garduzzo (Vicenza) |

|                          |           |                 |
| De Luca 24’ Peressin 71’ | Marcatori | 28’, 83’ Basili |

| Arbitro: | Mondoni (Milano) |

|                       |           |  |
| Pellegrini 31’ (rig.) | Marcatori |  |

| Arbitro: | Sancini (Bologna) |

|                           |           |  |
| Corti 32’, 53’ Basili 70’ | Marcatori |  |

| Arbitro: | Magni (Bergamo) |

|  |           |               |
|  | Marcatori | 75’ Peressoni |

| Arbitro: | Podavini (Brescia) |

|                                      |           |  |
| Fanesi 34’ Peressoni 56’ Sartori 66’ | Marcatori |  |

| Bolzano 23 febbraio 1977 Ottavi - andata | Bolzano           | 0 – 0 | Udinese | Stadio Druso (500 spett.)\| Arbitro: \| Falzier (Treviso) \| |
| Arbitro:                                 | Falzier (Treviso) |       |         |                                                              |

| Arbitro: | Podavini (Brescia) |

|            |           |  |
| Tormen 67’ | Marcatori |  |

| Arbitro: | Migliore (Salerno) |

|                     |           |                    |
| D'Alessi 61’ (rig.) | Marcatori | 51’ (aut.) Paleari |

| Arbitro: | Simini (Torino) |

|                     |           |  |
| Acanfora 81’ (rig.) | Marcatori |  |